# 32-я танковая бригада
32-я танковая бригада — танковая бригада РККА времён Великой Отечественной войны.

## История
Бригада формировалась с 5 по 25 октября 1941 года во Владимире по штату № 010/78 от 23 августа 1941 года:
- Управление бригады (штат № 010/75)
- Рота управления (штат № 010/76)
- Разведывательная рота (штат № 010/77)
- 32-й танковый полк
  - 1-й танковый батальон
  - 2-й танковый батальон
  - 3-й танковый батальон
- Мотострелково-пулемётный батальон
- Противотанковый дивизион
- Зенитный дивизион
- Автотранспортная рота
- Ремонтная рота
- Санитарный взвод

Командиром бригады назначен полковник И. И. Ющук (бывший командир 48-й танковой дивизии).

### На тульском направлении

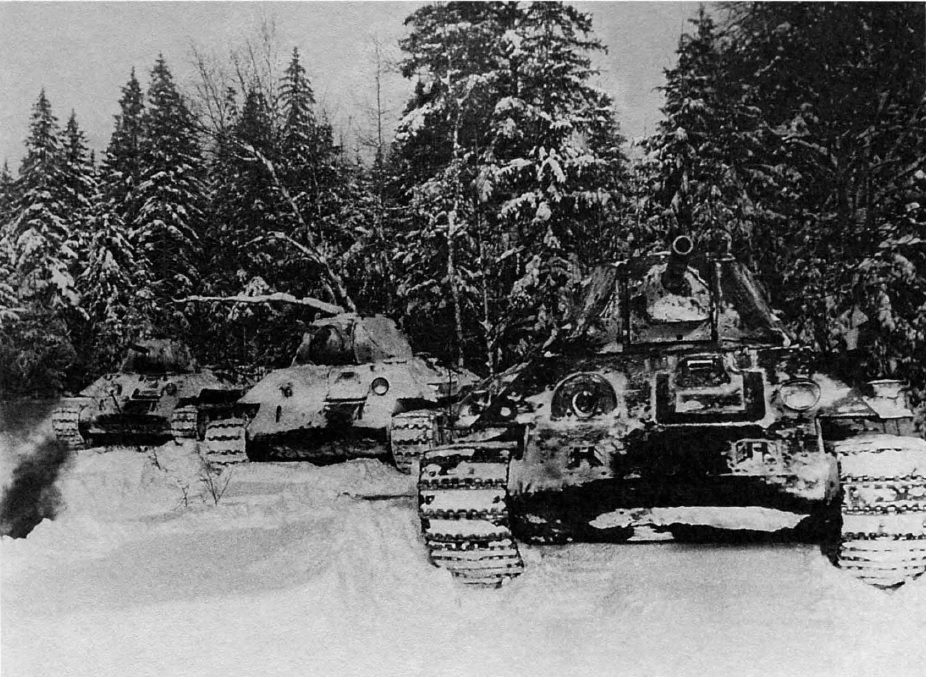
Танки Т-34 32-й танковой бригады перед атакой под Тулой.

28 октября 1941 года 32-я танковая бригада была переброшена по железной дороге в город Тула и передана в состав Западного фронта. Вечером 30 октября 5 КВ-1, 7 Т-34, 22 Т-60 и батальон мотопехоты 960 человек прибыли в Тулу и приняли активное участие в обороне Тулы, а затем в разгроме немецких войск под Тулой, в освобождении Ясной Поляны.
С 30 октября по 10 ноября 1941 года в боях за Тулу бригада потеряла половину своего личного состава. Согласно докладу Военного совета 50-й армии командующему войсками Западного фронта о боевых действиях армии в районе г. Тула с 20 октября по 10 ноября 1941 (от 10 ноября 1941 года):

1 и 2 ноября противник несколько раз пытался атаковать г. Тула с юга, но все его атаки были отбиты с большими потерями танков и пехоты противника. 1.11 в отражении атак противника приняла участие 32 тбр, что значительно подняло боевой дух нашей пехоты.
Пленные 3 тд, взятые в районе Тула, показали, что с 29.10 по 2.11 немцы понесли очень большие потери в танках и, в связи с этим, прекратили общие атаки на Тула…
… 9.11 противник перешёл в контрнаступление и принудил 413 сд с 32 тбр отойти на рубеж Мал. Еловая, Крутое, Борыково, где и идут бои…
… 32 тбр в боях за Тула потеряла до 50 % личного состава. Из мат. части имеет КВ — 2, Т-34 — 4, БТ-7 — 6, Т-60 — 8 …

В середине ноября, учитывая превосходство противника в силах и в особенности в танках, танки 32-й танковой бригады были распределены по стрелковым частям: 9 танков находились в боевых порядках 413-й стрелковой дивизии (8 из них составляли резерв командира 413-й стрелковой дивизии, находились во втором эшелоне), 5 танков в боевых порядках 299-й стрелковой дивизии, 7 танков на Тульском боевом участке.
18 ноября немецкие части, имея превосходство в силах, прорвали оборону 50-й армии на участках 413-й и 299-й стрелковых дивизий
и к исходу дня овладели Дедилово. На участке 413-й стрелковой дивизии контратаками танков 32-й танковой бригады наступление противника было остановлено, но восстановить положение стрелковых частей не удалось. Танки 32-й танковой бригады основными силами действовали из засад в тесном взаимодействии с пехотой. Особенно успешны были действия отряда капитана М. А. Запорожец (5 танков), который в течение 19 ноября отразил несколько атак на рабочий посёлок Болохово (Киреевский район Тульской области), подбив 11 танков и уничтожив до 300 солдат и офицеров противника. А всего за три дня боёв 18-20 ноября его группа подбила 19 немецких танков. Капитан роты средних танков 32-го танкового батальона погиб 20 ноября при прорыве из окружения, когда Болохово уже было блокировано немецкими войсками со всех сторон. Был посмертно представлен командованием бригады к званию Героя Советского Союза, однако посмертно награждён орденом Ленина (22 января 1942).

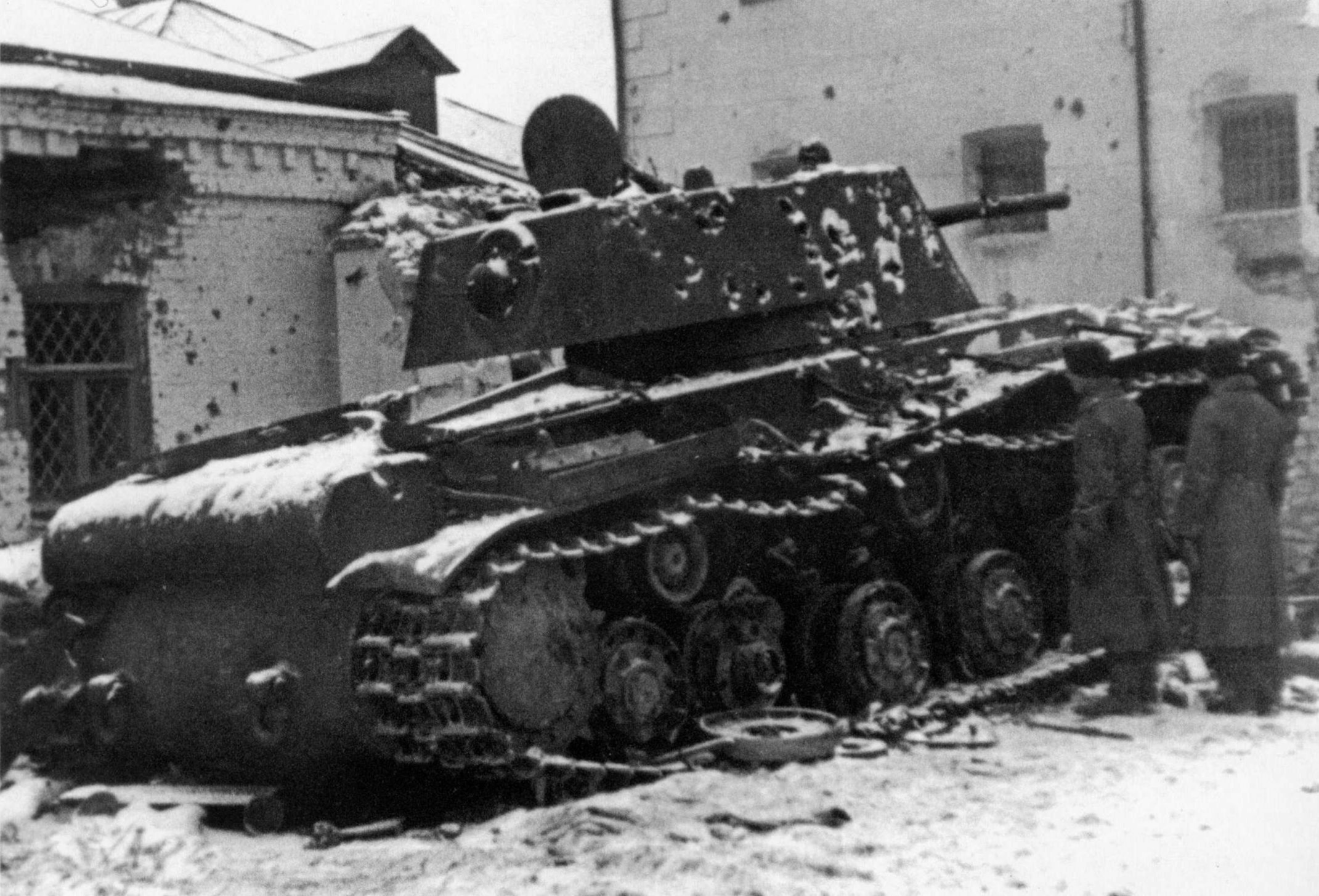
Подбитый у тюрьмы города Венёв танк КВ-1.

К вечеру 20 ноября части 32-й танковой бригады и 108-й танковой дивизии, не имея сплошного фронта, отошли на рубеж по реке Шат. 21 ноября после прорыва обороны по реке Шат и захвата Узловой и Сталиногорска, остатки 32-й, 11-й танковых бригад и 108-й танковой дивизии направлены в Венёвский боевой участок, созданный для ликвидации немецкого прорыва и прикрытия Венёвского направления. Венёвский боевой участок с переменным успехом оборонялся до конца дня 24 ноября. 24 ноября немецкая 17-я танковая дивизия (полковник Рудольф-Эдуард Лихт) обошла город с востока, вынудив его защитников отойти в северном направлении. Город Венёв пал, а Венёвский боевой участок прекратил своё существование как боевая единица. 32-я танковая бригада, остатки 124-го танкового полка и мотострелковый батальон 11-й танковой бригады отошли в район Тулы.
Российский историк М. В. Коломиец отмечает, что оборона Венёвского боевого участка была ослаблена из-за отсутствия связи между засадами и ударной группой, а также вследствие малочисленности пехоты (всего 30 танков и 500 человек пехоты, включая пехоту танковых бригад). Однако эти уроки были учтены при организации обороны боевыми участками на всем левом фланге Западного фронта, где не было сплошной линии фронта. Кроме того, действия танков из засад сорвали планы немецкого командования с ходу прорваться к переправам на реке Ока у Каширы, Серпухова и Коломны, а также позволили более прочно подготовить оборону Каширского, Лаптевского, Зарайского и Рязанского боевых участков.

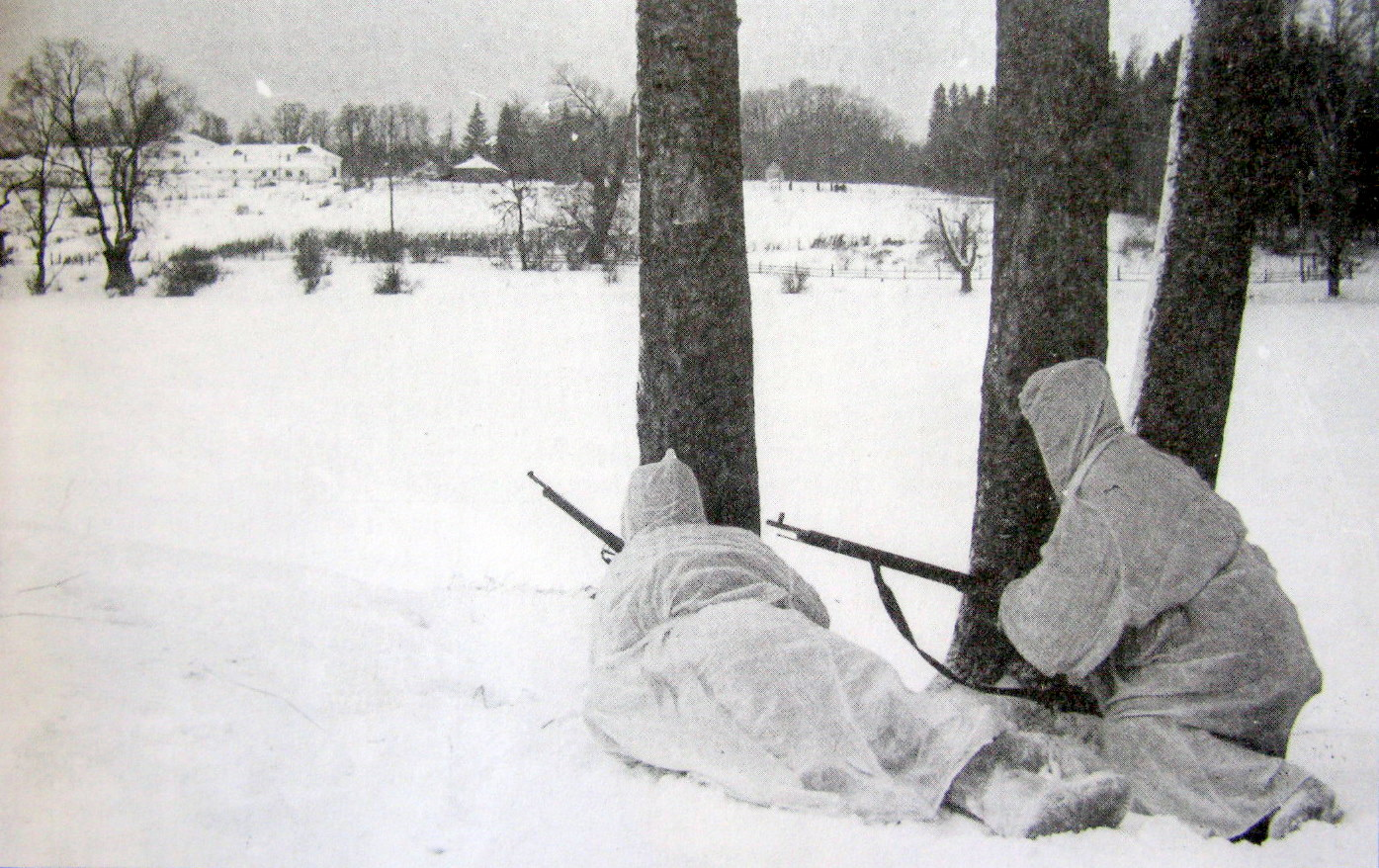
Советские разведчики у Ясной Поляны, Тульская область. Контрнаступление под Москвой. декабрь 1941.

В декабрьских наступательных боях, разведав слабое место в обороне противника, совместно с 124-м танковым полком 112-й танковой дивизии полковник Ющук провёл рейд по тылам противника на глубину 25 км, разгромив три крупных обоза противника и захватив ряд населённых пунктов, включая Ясную Поляну. Под его руководством 32-я танковая бригада участвовала в освобождении Калуги и в преследовании противника к городу Юхнов
До конца октября 1942 года бригада вела бои в полосе 50-й армии (район Большая Яровая, Овсянниково, Тихвинское), 10-й армии (район города Киров), а также 16-й армии (оборона на реке Жиздра). В конце октября 1942 года бригада была выведена в резерв Ставки ВГК (Кубинка).

### Дальнейшие боевые действия
К 12 марта 1943 года бригада сосредоточилась в районе хутора Нижне-Митякино (Воронежская область) и вошла в состав 29-го танкового корпуса Степного военного округа. В мае 1943 года бригада была реорганизована по двухбатальонному штату, получив на вооружение 65 Т-34.
Принимала участие в Курской битве. 19 октября 1943 года вместе с войсками Степного фронта в ходе наступления на криворожском направлении 32-я танковая бригада освободила город Пятихатки. 9 декабря 1943 года в ходе операции по расширению плацдарма на правом берегу Днепра принимала участие в освобождении города Знаменка. Приказом ВГК присвоено почётное наименование «Знаменская».
8 января 1944 года в ходе Кировоградской операции бригада освобождала город Кировоград.
1 июля 1944 года в ходе Минской операции принимала участие в освобождении города Борисова. 13 июля 1944 в ходе Вильнюсской операции вместе с другими частями и соединениями 3-го Белорусского фронта освобождала Вильнюс. 10 октября 1944 года в ходе Мемельской операции — город Паланга.

## Полное название
32-я танковая Знаменская ордена Ленина, Краснознамённая, ордена Суворова бригада

## Подчинение
| Дата          | Корпус               | Армия                          | Фронт (военный округ)    |
| ------------- | -------------------- | ------------------------------ | ------------------------ |
| на 01.11.1941 | -                    | 50-я армия                     | Брянский фронт           |
| на 01.12.1941 | -                    | 50-я армия                     | Западный фронт           |
| на 01.01.1942 | -                    | 50-я армия                     | Западный фронт           |
| на 01.02.1942 | -                    | 50-я армия                     | Западный фронт           |
| на 01.03.1942 | -                    | 50-я армия                     | Западный фронт           |
| на 01.04.1942 | -                    | 50-я армия                     | Западный фронт           |
| на 01.05.1942 | 6-й танковый корпус  | -                              | Западный фронт           |
| на 01.06.1942 | -                    | 10-я армия                     | Западный фронт           |
| на 01.07.1942 | -                    | 10-я армия                     | Западный фронт           |
| на 01.08.1942 | -                    | 10-я армия                     | Западный фронт           |
| на 01.09.1942 | -                    | 16-я армия                     | Западный фронт           |
| на 01.10.1942 | -                    | 33-я армия                     | Западный фронт           |
| на 01.11.1942 | -                    | 31-я армия                     | Западный фронт           |
| на 01.12.1942 | -                    | 20-я армия                     | Западный фронт           |
| на 01.01.1943 | -                    | -                              | Московский военный округ |
| на 01.02.1943 | -                    | -                              | Московский военный округ |
| на 01.03.1943 | 29-й танковый корпус | -                              | Московский военный округ |
| на 01.04.1943 | 29-й танковый корпус | 5-я гвардейская танковая армия | РВГК                     |
| на 01.05.1943 | 29-й танковый корпус | 5-я гвардейская танковая армия | Степной военный округ    |
| на 01.06.1943 | 29-й танковый корпус | 5-я гвардейская танковая армия | Степной военный округ    |
| на 01.07.1943 | 29-й танковый корпус | 5-я гвардейская танковая армия | Степной военный округ    |
| на 01.08.1943 | 29-й танковый корпус | 5-я гвардейская танковая армия | Воронежский фронт        |
| на 01.09.1943 | 29-й танковый корпус | 5-я гвардейская танковая армия | Степной фронт            |
| на 01.10.1943 | 29-й танковый корпус | 5-я гвардейская танковая армия | РВГК                     |
| на 01.11.1943 | 29-й танковый корпус | 5-я гвардейская танковая армия | 2-й Украинский фронт     |
| на 01.12.1943 | 29-й танковый корпус | 5-я гвардейская танковая армия | 2-й Украинский фронт     |
| на 01.01.1944 | 29-й танковый корпус | 5-я гвардейская танковая армия | 2-й Украинский фронт     |
| на 01.02.1944 | 29-й танковый корпус | 5-я гвардейская танковая армия | 2-й Украинский фронт     |
| на 01.03.1944 | 29-й танковый корпус | 5-я гвардейская танковая армия | 2-й Украинский фронт     |
| на 01.04.1944 | 29-й танковый корпус | 5-я гвардейская танковая армия | 2-й Украинский фронт     |
| на 01.05.1944 | 29-й танковый корпус | 5-я гвардейская танковая армия | 2-й Украинский фронт     |
| на 01.06.1944 | 29-й танковый корпус | 5-я гвардейская танковая армия | РВГК                     |
| на 01.07.1944 | 29-й танковый корпус | 5-я гвардейская танковая армия | 3-й Белорусский фронт    |
| на 01.08.1944 | 29-й танковый корпус | 5-я гвардейская танковая армия | 3-й Белорусский фронт    |
| на 01.09.1944 | 29-й танковый корпус | 5-я гвардейская танковая армия | 1-й Прибалтийский фронт  |
| на 01.10.1944 | 29-й танковый корпус | 5-я гвардейская танковая армия | 1-й Прибалтийский фронт  |
| на 01.11.1944 | 29-й танковый корпус | 5-я гвардейская танковая армия | 1-й Прибалтийский фронт  |
| на 01.12.1944 | 29-й танковый корпус | 5-я гвардейская танковая армия | 1-й Прибалтийский фронт  |
| на 01.01.1945 | 29-й танковый корпус | 5-я гвардейская танковая армия | 2-й Белорусский фронт    |
| на 01.02.1945 | 29-й танковый корпус | 5-я гвардейская танковая армия | 2-й Белорусский фронт    |
| на 01.03.1945 | 29-й танковый корпус | 5-я гвардейская танковая армия | 2-й Белорусский фронт    |
| на 01.04.1945 | 29-й танковый корпус | 5-я гвардейская танковая армия | 2-й Белорусский фронт    |
| на 01.05.1945 | 29-й танковый корпус | 5-я гвардейская танковая армия | 2-й Белорусский фронт    |

## Командиры
- полковник Ющук, Иван Иванович (с 05.10.1941 по 02.04.1942);
- подполковник, с 11.04.1942 полковник Сахно, Михаил Гордеевич (с 03.04.1943 по 13.10.1943);
- подполковник Чепайкин, Пётр Иосифович (с 14.10.1942 по 07.01.1943);
- полковник Линев, Алексей Алексеевич (с 08.01.1943 по 25.08.1943);
- полковник Воробьёв, Константин Константинович (с 26.08.1943 по 28.10.1943), 19.10.1943 — тяжело ранен;
- подполковник Витебский, Григорий Иванович (с 29.10.1943 по 13.12.1943);
- подполковник Бзырин, Василий Алексеевич (с 15.12.1943 по 08.01.1944);
- подполковник Ячник, Сергей Фёдорович (с 09.01.1944 по 27.04.1944);
- подполковник Курносов, Николай Андреевич (с 28.04.1944 по 06.07.1944);
- полковник Зленко, Михаил Кузьмич (с 19.07.1944 по 12.09.1944);
- подполковник Колесников, Семён Гаврилович (с 13.09.1944 по 01.02.1945), погиб 01.02.1945;
- подполковник Морозов, Сергей Иванович (со 02.02.1945 по 09.05.1945)[1].

## Отличившиеся воины бригады
| Награда | ФИО                          | Должность                                                 | Звание               | Дата награждения | Примечания |
| ------- | ---------------------------- | --------------------------------------------------------- | -------------------- | ---------------- | ---------- |
|         | Григорьев, Виктор Антонович  | механик-водитель танка                                    | младший сержант      | 12 апреля 1942   |            |
|         | Колесников, Семён Гаврилович | командир 32-й танковой бригады с 13.09.1944 по 01.02.1945 | гвардии подполковник | 10 апреля 1945   | Посмертно  |
|         | Паршин, Виктор Степанович    | командир танкового взвода 32-й танковой бригады           | лейтенант            | 15 января 1944   | Посмертно  |

## Награды и наименования
| Награда                            | Дата награждения                           | За что получена |
| ---------------------------------- | ------------------------------------------ | --- |
| орден Ленина                       | Указ Президиума ВС СССР от 5 апреля 1945   | За образцовое выполнение заданий командования в боях с немецкими захватчиками при овладении городами Остероде, Дойтч-Эйлау и проявленные при этом доблесть и мужество |
| орден Красного Знамени             | Указ Президиума ВС СССР от 13 февраля 1944 | За образцовое выполнение боевых заданий командования в боях при освобождении города Звенигородка и проявленные при этом доблесть и мужество                           |
| орден Суворова II степени          | Указ Президиума ВС СССР от 23 июля 1944    | За успешное выполнение заданий командования в боях с немецкими захватчиками, при освобождении города Минск и проявленные при этом доблесть и мужество                 |
| Почётное наименование «Знаменская» | 10 декабря 1943                            | За участие в освобождении города Знаменка. |

## Память
К 25-й годовщине обороны Тулы в ноябре 1966 года решением исполкома Тульского городского Совета депутатов трудящихся на бетонном постаменте в сквере перед корпусом № 2 ТГПУ им. Л. Н. Толстого был установлен танк Т-34: «В этом районе в ноябре — декабре 1941 г. 32-я танковая бригада проявила героизм при разгроме немецко-фашистских войск. Установлен в ноябре 1966 года.»